# 베를린 프렌츨라우어 알레역
베를린 프렌츨라우어 알레역(Bahnhof Berlin Prenzlauer Allee)은 베를린 팡코구 프렌츨라우어 베르크에 있는 철도역이다. 베를린 S반과 프렌츨라우어 알레가 만나는 점에 역이 설치되어 있다.

## 역사
1891년/1892년 베를린 순환선의 역으로 개업했다. 승강장 1면과 벽돌 대합실 건물이 설치되었으며, 제2차 세계 대전으로 대합실 건물이 손상되었으나 철거되지는 않았다. 1992년-1995년까지 진행된 개보수 공사에서 역사적인 형태로 복원되었다. 승강장 천장부 구조는 베를린 시내에서는 드문 형태로 건설되었고, 개보수 공사 과정에서 19세기의 원형대로 복원되었다.
승강장 서쪽에서 연결되는 두 번째 출입구가 건설될 예정이다. 2019년에는 210만 유로 예산을 배정했다. 계획의 문제점과 역 인근 주민의 반대로 인하여 2013년부터 계획된 승강장 신설이 무기한 연기되었다.

## 인접 정차역
베를린 노면전차 M2번, 베를린 버스 156번과 환승할 수 있다.
| 베를린 S반                      | 베를린 S반 | 베를린 S반                                       |
| ------------------------------- | ---------- | ------------------------------------------------ |
| 쇤하우저 알레 반시계방향 순환   | S41 · S42  | 그라이프스발더 슈트라세 시계방향 순환            |
| 쇤하우저 알레 비르켄베르더 방면 | S8         | 그라이프스발더 슈트라세 그뤼나우·빌다우 방면     |
| 쇤하우저 알레 팡코 방면         | S85        | 그라이프스발더 슈트라세 쇠네바이데·그뤼나우 방면 |